# Monolingualismus
Monolingualismus (Einsprachigkeit) ist der Zustand, nur eine einzige Sprache sprechen zu können, im Gegensatz zum Bilingualismus und zur Mehrsprachigkeit. In einem anderen Kontext kann sich „Unilingualismus“ auf eine Sprachpolitik beziehen, die einer offiziellen Sprache oder Nationalsprache den Vorzug vor anderen gibt.
Als einsprachig oder monolingual bezeichnet man auch einen Text, ein Wörterbuch oder ein Gespräch, das in nur einer Sprache verfasst oder geführt wird, in der eine einzige Sprache entweder verwendet oder offiziell anerkannt wird (insbesondere im Vergleich zu zwei- oder mehrsprachigen Entitäten oder bei Personen, die verschiedene Sprachen sprechen). Beachten Sie, dass Monoglottismus sich nur auf die Unfähigkeit beziehen kann, mehrere Sprachen zu sprechen. Die Zahl der mehrsprachigen Sprecher der Weltbevölkerung übersteigt die der einsprachigen Sprecher.
Suzzane Romaine wies in ihrem 1995 erschienenen Buch Bilingualism darauf hin, dass es seltsam wäre, ein Buch mit dem Titel Monolingualismus zu finden. Diese Aussage spiegelt die traditionelle Annahme wider, die in linguistischen Theorien oft vertreten wird: dass Einsprachigkeit die Norm ist. Einsprachigkeit ist daher selten Gegenstand wissenschaftlicher Veröffentlichungen, da sie als unmarkiertes oder prototypisches Konzept angesehen wird, bei dem sie als normal gilt und Mehrsprachigkeit die Ausnahme darstellt.
Die Annahme der normativen Einsprachigkeit ist auch häufig die Ansicht von Einsprachigen, die eine Weltsprache wie das Englische sprechen. Crystal (1987) sagte, dass diese Annahme von vielen in der westlichen Gesellschaft übernommen wird. Eine Erklärung dafür liefert Edwards, der 2004 behauptete, dass Hinweise auf die „einsprachige Denkweise“ auf das Europa des 19. Jahrhunderts zurückverfolgt werden können, als die Nation aufstieg und eine dominante Gruppe die Kontrolle hatte und europäische Denkweisen zur Sprache in die Kolonien getragen wurden, wodurch die einsprachige Denkweise weiter verewigt wurde.
Eine andere Erklärung besteht darin, dass die Nationen, in denen Englisch gesprochen wird, sowohl „Produzenten als auch Nutznießer des Englischen als Weltsprache“ sind und dass die Bevölkerungen dieser Länder in der Regel einsprachig sind.

## Vergleich mit Mehrsprachigkeit

### Wortschatz und verbale Gewandtheit
Einer Studie über lexikalischen Zugang zufolge, verfügen Einsprachige in der Zielsprache oft über einen größeren Wortschatz als vergleichbare Zweisprachige, was die Effizienz des Wortzugriffs bei Einsprachigen erhöht. Einsprachige greifen auch häufiger auf Wörter in der Zielsprache zu als Zweisprachige.
Bei Aufgaben zur Buchstabenflüssigkeit konnten die einsprachigen Teilnehmer der Studie auf den Buchstabenhinweis mit mehr Wörtern reagieren als die zweisprachigen Teilnehmer. Bei zweisprachigen Teilnehmern mit einem hohen Wortschatzwert war dieser Effekt jedoch nicht zu beobachten.
Außerdem schnitten Einsprachige in der Studie bei der verbalen Gewandtheit besser ab als Zweisprachige. Wenn die Wortschatzfähigkeiten jedoch besser vergleichbar gemacht würden, würden viele der Unterschiede verschwinden, was darauf hindeutet, dass die Wortschatzgröße ein Faktor sein könnte, der die Leistung einer Person bei verbaler Gewandtheit und Benennungsaufgaben beeinflusst. Die gleiche Studie ergab auch, dass Zweisprachige bei einer Version der Buchstabenflüssigkeitsaufgabe, die mehr exekutive Kontrolle erforderte, bessere Leistungen erbrachten als Einsprachige. Sobald also die Wortschatzfähigkeiten kontrolliert wurden, schnitten Zweisprachige bei den Möglichkeiten der Buchstabenflüssigkeit durch die verstärkten frontalen exekutiven Prozesse im Gehirn besser ab.
Es ist hier wichtig zu beachten, dass der Gesamtwortschatz von Zweisprachigen in beiden Sprachen zusammen dem von Einsprachigen in einer Sprache entspricht, obwohl Einsprachige in der einen Sprache, die sie sprechen, einen größeren Wortschatz haben können. Zweisprachige haben in jeder einzelnen Sprache möglicherweise einen kleineren Wortschatz, aber wenn ihre Wortschätze kombiniert werden, ist der Inhaltsumfang ungefähr dem der Einsprachigen ähnlich. Einsprachige Kinder wiesen einen größeren Wortschatz auf als ihre zweisprachigen Altersgenossen, aber die Wortschatzwerte zweisprachiger Kinder stiegen mit dem Alter, genau wie die Wortschatzwerte einsprachiger Kinder (Core et al., 2011). Trotz unterschiedlicher Wortschatzwerte gab es hinsichtlich des Gesamtwortschatzes und der gesamten Wortschatzzuwächse absolut keinen Unterschied zwischen einsprachigen und zweisprachigen Kindern (Core et al., 2011). Zweisprachige und einsprachige Kinder haben den gleichen Wortschatz und erwerben die gleichen Wortschatzkenntnisse.

### Kreative Fähigkeiten
In einer Studie zur Prüfung der kreativen Fähigkeiten mit ein- und zweisprachigen Kindern in Singapur stellten die Forscher fest, dass einsprachige Kinder in den Bereichen Sprachgewandtheit und Flexibilität bessere Ergebnisse erzielten als zweisprachige Kinder. Bei Tests zu Originalität und Ausführlichkeit war der Trend jedoch umgekehrt.

### Psychisches Wohlbefinden
Eine andere aktuelle Studie in Kanada hat gezeigt, dass Einsprachige bei Senilität schlechter abschneiden als Zweisprachige. Die Studie zeigt, dass bilinguale Erwachsene mit einer Verzögerung der Demenz um vier Jahre im Vergleich zu Einsprachigkeit einhergeht. Bialystoks neueste Arbeit zeigt auch, dass lebenslange Zweisprachigkeit Demenzsymptome verzögern kann.
Man geht davon aus, dass Zweisprachigkeit zur kognitiven Reserve beiträgt, indem sie die Auswirkungen kognitiver Verzögerungen verhindert und den Beginn von Krankheiten wie Demenz hinauszögert. Kognitive Reserve bezieht sich auf die Idee, dass die Teilnahme an anregenden körperlichen oder geistigen Aktivitäten die kognitiven Funktionen aufrechterhält (Bialystok et al., 2012). In diesem Fall ist die Kenntnis von mehr als einer Sprache vergleichbar mit der Anregung geistiger Aktivitäten. Um zu testen, ob Zweisprachigkeit zur kognitiven Reserve beiträgt, untersuchten Bialystok et al. (2012) Krankenhausakten von ein- und zweisprachigen Erwachsenen mit Demenz. Die Forscher fanden heraus, dass bei älteren zweisprachigen Erwachsenen Demenz etwa drei bis vier Jahre später diagnostiziert wurde als bei älteren einsprachigen Erwachsenen. Die Ergebnisse wurden repliziert und bestätigt, wobei externe Faktoren kontrolliert wurden. Tatsächlich halfen externe Faktoren wie sozioökonomischer Status und kulturelle Unterschiede Einsprachigen immer, was das Argument, dass Zweisprachigkeit zur kognitiven Reserve beiträgt, noch stärker macht (Bialystok et al., 2012). Dieses Ergebnis untermauert die Tatsache, dass Zweisprachige aufgrund ihrer Fähigkeit, zwei Sprachen zu sprechen, im Vorteil sind und nicht aufgrund äußerer Faktoren. Eine wahrscheinliche Erklärung für dieses Phänomen ist, dass das Wissen in mehreren Sprachen das Gehirn wach und damit über einen längeren Zeitraum geistig wacher hält.

### Emotionen und Verhalten
Eine mit Kindern in den ersten Schuljahren durchgeführte Studie deutet darauf hin, dass Zweisprachigkeit emotionale und verhaltensbezogene Vorteile mit sich bringt. Die Ergebnisse der gleichen Studie zeigen, dass einsprachige Kinder, insbesondere nicht Englisch sprechende einsprachige Kinder, während ihrer Schulzeit schlechtere Verhaltens- und emotionale Ergebnisse zeigen. Die nicht Englisch sprechenden einsprachigen Kinder wiesen bis zur fünften Klasse (im Alter von etwa 10–11 Jahren) den höchsten Grad an externalisierenden und internalisierenden Verhaltensproblemen auf, obwohl bei allen Kindern zu Beginn ein ähnliches Maß an internalisierenden und externalisierenden Verhaltensproblemen gemessen wurde. Im Gegensatz dazu wiesen die fließend zweisprachigen und nicht Englisch sprechenden zweisprachigen Kinder die geringsten dieser Verhaltensprobleme auf. Die Autoren vermuten, dass Einsprachigkeit ein Risikofaktor zu sein scheint. In einem unterstützenden Schulumfeld mit Lehrern, die Erfahrung mit Englisch als Zweitsprache (englisch English as a Second Language – ESL) haben, scheinen Kinder jedoch eine bessere emotionale Verfassung zu haben.

### Speicherleistung
In einer Studie der University of Florida, in der Zweisprachige mit englischer Muttersprache mit Einsprachigen verglichen wurden, ergab sich zwischen den beiden Gruppen zwar kein Unterschied in der Genauigkeit, jedoch war die Reaktionsrate der Zweisprachigen bei Aufgaben, bei denen es zu einer verzögerten Erkennung einer Liste abstrakter Wörter kommt, und bei Aufgaben zur lexikalischen Entscheidungsfindung langsamer, nicht jedoch bei den anderen Aufgaben ihrer Studie. Die Forscher stellten fest, dass Zweisprachige bei den Aufgaben, die datengesteuert waren (die Probanden erhielten verbale Eingaben und wurden gebeten, Entscheidungen darüber zu treffen), im Gegensatz zu den konzeptgesteuerten Aufgaben (die Probanden wurden gebeten, verbale Ausgaben zu produzieren), deutlich im Nachteil waren. Die Studie unterschied sich von früheren Untersuchungen darin, dass die zweisprachigen Probanden in ihrer Vertrautheit mit ihren beiden Sprachen ausgeglichener waren. Mägiste stellte die Hypothese auf, dass der Nachteil der Zweisprachigkeit auf die unterschiedliche Vertrautheit mit der dominanten Sprache zurückzuführen sein könnte. Sie erklärten, dass dies bei Zweisprachigen daran liegen könnte, dass durch den Erwerb und die Verwendung der Zweitsprache weniger Zeit blieb, die Erstsprache zu verarbeiten, als bei den einsprachigen Studienteilnehmern.
Ergebnisse einer Forschungsstudie zeigen jedoch, dass Zweisprachige bei den meisten Aufgaben zum Arbeitsgedächtnis schneller reagieren. Während viele Forschungsergebnisse behaupten, dass einsprachige Kinder zweisprachige Kinder übertreffen, behaupten andere Forschungsergebnisse das Gegenteil. Forschungsergebnisse von Bialystok et al., wie sie von Kapa und Colombo (2013, S. 233) berichtet werden, zeigen, dass zweisprachige Personen bei einer Vielzahl kognitiver Tests besser abschneiden als einsprachige Personen und somit Vorteile bei der kognitiven Kontrolle aufweisen. Zwei verschiedene Konzepte, Aufmerksamkeitshemmung und Aufmerksamkeitsüberwachung, werden zur Messung der Aufmerksamkeitskontrolle verwendet. In Bezug auf die Aufmerksamkeitskontrolle zeigten frühe zweisprachige Lerner den größten Vorteil gegenüber einsprachigen Sprechern und späten zweisprachigen Sprechern. In Bezug auf die Gesamtleistung bei ATN schnitten die drei Gruppen gleich ab, aber wenn Alter und verbale Fähigkeitsvariablen kontrolliert wurden, gab es einen Unterschied bei der Reaktionszeit. Die Reaktionszeit der frühen zweisprachigen Kinder war enorm schneller als die der einsprachigen Kinder und nur geringfügig schneller als die der späten zweisprachigen Kinder (Kapa & Colombo, 2013). Frühe zweisprachige Lerner zeigten, dass sie einfach am effizientesten auf die anstehende Aufgabe reagierten. Die Ergebnisse dieser Studie zeigen die Vorteile, die zweisprachige Kinder bei der Aufmerksamkeitskontrolle haben. Dies liegt wahrscheinlich daran, dass zweisprachige Kinder es gewohnt sind, mehrere Sprachen gleichzeitig auszubalancieren und sich daher darauf zu konzentrieren, welche Sprache zu einem bestimmten Zeitpunkt erforderlich ist. Da sie sich ständig bewusst sind, welche Sprache sie verwenden sollen, und erfolgreich zwischen den Sprachen wechseln können, ist es logisch, dass zweisprachige Kinder ihre Aufmerksamkeit besser lenken und fokussieren können.

### Verbale und nonverbale kognitive Entwicklung
Eine 2012 von der University of York durchgeführte Studie, die im Journal Child Development veröffentlicht wurde; untersuchte die Auswirkungen der Entwicklung der verbalen und nonverbalen Sprache eines Kindes, und zwar bei ein- und zweisprachigen Kindern in einer bestimmten Sprache. Die Forscher verglichen etwa 100 ein- und zweisprachige Kinder im Alter von 6 Jahren (einsprachig in Englisch, zweisprachig in Englisch und Mandarin, zweisprachig in Französisch und Englisch, zweisprachig in Spanisch und Englisch), um ihre verbale und nonverbale Kommunikation sowie ihre kognitive Entwicklung zu testen. Die Forschung berücksichtigte Faktoren wie die Ähnlichkeit der Sprache, den kulturellen Hintergrund und die Bildungserfahrung. Diese Schüler kommen meist von öffentlichen Schulen aus verschiedenen Gebieten und haben einen ähnlichen sozialen und wirtschaftlichen Hintergrund.
Die Ergebnisse zeigen, dass sich mehrsprachige Kinder in der frühen Entwicklungsphase ihrer Sprache und kognitiven Fähigkeiten stark voneinander und auch von einsprachigen Kindern unterscheiden. Im Vergleich zu einsprachigen Kindern bauen mehrsprachige Kinder ihren Wortschatz in allen Sprachen langsamer auf. Ihre metasprachliche Entwicklung ermöglichte es ihnen jedoch, die Struktur der Sprache besser zu verstehen. Sie schnitten auch in nonverbalen Kontrolltests besser ab. Ein nonverbaler Kontrolltest bezieht sich auf die Fähigkeit, sich zu konzentrieren und dann in der Lage zu sein, die Aufmerksamkeit abzulenken, wenn man dazu aufgefordert wird.

## Gründe für die Beharrlichkeit
Nach dem Konvergenzprinzip tendiert der Sprachstil dazu, sich dem von Menschen anzupassen, die gemocht und bewundert werden. Gespräche, in denen eine Partei eine andere Sprache spricht als die anderen, sind schwer aufrechtzuerhalten und haben einen geringeren Grad an Intimität. Daher wird die Sprache normalerweise angepasst und angepasst, um bequemer zu sein, Missverständnisse und Konflikte zu vermeiden und die Intimität aufrechtzuerhalten. Bei Ehen mit unterschiedlichen Muttersprachlern neigt ein Partner dazu, einsprachig zu werden, was normalerweise auch auf die Kinder zutrifft.

## Kosten
Snow und Hakuta schreiben, dass in einer Kosten-Nutzen-Analyse die Wahl des Englischen als offizielle und nationale Sprache oft mit zusätzlichen Kosten für die Gesellschaft verbunden ist, da die alternative Entscheidung für Mehrsprachigkeit ihre eigenen Vorteile hat.

### Ausbildung
SEin Teil des Bildungsbudgets wird für den Fremdsprachenunterricht bereitgestellt, doch die Sprachkompetenz der Schüler ist geringer als bei denen, die die Sprache zu Hause gelernt haben.

### Wirtschaft
Der Mangel an Personal mit Fremdsprachenkenntnissen kann die Abwicklung internationaler Geschäfte behindern.

### Nationale Sicherheit
Es muss Geld ausgegeben werden, um das Personal des Auswärtigen Dienstes in Fremdsprachen auszubilden.

### Zeit und Aufwand
Im Vergleich zum Erlernen einer Sprache zu Hause erfordert das Erlernen einer Sprache in der Schule mehr Zeit, Mühe und harte Arbeit.

### Stellenangebote
Kirkpatrick behauptet, dass Einsprachige auf dem internationalen Arbeitsmarkt gegenüber Zweisprachigen im Nachteil seien.

## In den Medien
Lawrence Summers erörtert in einem Artikel in der The New York Times, wie man sich auf den zukünftigen Fortschritt Amerikas vorbereiten kann. Er stellt auch die Bedeutung und Notwendigkeit des Erlernens von Fremdsprachen in Frage, indem er bemerkt: „Die Entwicklung des Englischen zur Weltsprache, die schnellen Fortschritte bei der maschinellen Übersetzung und die Fragmentierung der weltweit gesprochenen Sprachen lassen es weniger deutlich erscheinen, dass sich die beträchtliche Investition, die notwendig ist, um eine Fremdsprache zu sprechen, allgemein lohnt.“
Andere waren anderer Meinung als Summers. Eine Woche später veranstaltete die New York Times eine Diskussion mit sechs Teilnehmern, die alle für das Erlernen von Fremdsprachen waren und die Vorteile und den Wandel der globalen Landschaft anführten.